# Cobh
Cobh (iriska: An Cóbh) är en hamnstad i Cork på Irland. Staden har haft flera olika namn under historien. Det första kända namnet var Cove från år 1750. Den döptes om till Queenstown år 1849 inför ett besök av Drottning Victoria och namnet Cobh är den iriska översättningen av Cove som återtogs år 1922.
Cobh är beläget på den södra stranden av Great Island i Cork Harbour. Vid den högsta punkten står Cobhkatedralen. Staden hade år 2006 totalt 12 887 invånare.
Staden har alltid varit en viktig hamnstad. Cirka 2,5 miljoner irländare har utvandrat till Amerika via Cobh. I staden finns en staty som avbildar den irländska flickan Annie Moore och hennes två yngre bröder. Annie var den första invandraren i USA som passerade genom den då nyöppnade emigrantkontrollen på Ellis Island i New York år 1892. En likadan staty finns på Ellis Island. Den 11 april 1912 anlöpte passagerarfartyget Titanic hamnstaden Cobh, där 120 människor steg ombord. Fartyget sjönk några dar senare i Nordatlanten.Den 7 maj 1915 torpederades det brittiska fartyget Lusitania med 1959 människor ombord av en tysk ubåt utanför Irlands sydkust på sin färd mellan New York och Cobh. Alla cirka 750 överlevande och de döda som återfunnits fördes till Cobh. På stadens kyrkogård begravdes 150 omkomna, varav 80 ej kunde identifieras med namn.

## Sport
- Cobh Ramblers FC[1][2]
- Hemmaarena: St. Colman's Park, kapacitet: 5 890 [3]